# Wunderbar (Schokoriegel)

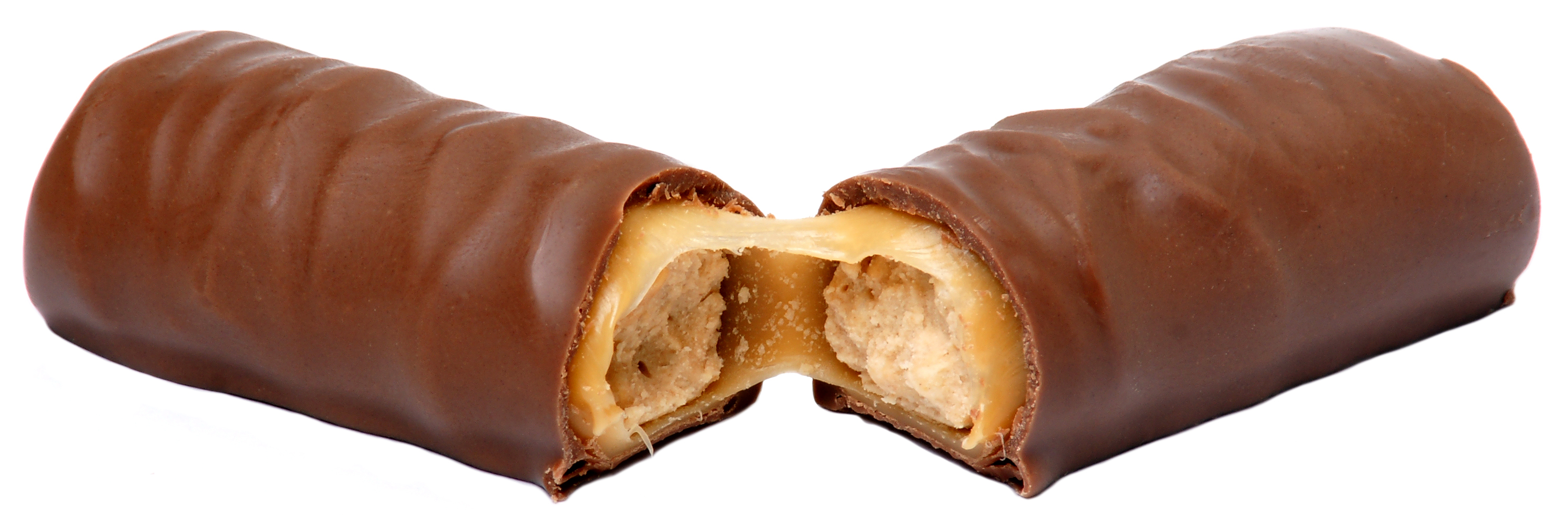
Durchgebrochener Starbar-Riegel

Wunderbar (in den meisten Ländern in abgewandelter Form als Starbar bekannt) ist ein Schokoladenriegel der Firma Cadbury, seit 2010 ein Tochterunternehmen des Schokoriegel-Weltmarktführers Mondelēz International. Seine Hauptmerkmale sind Erdnussstückchen  und ein hoher Karamell-Anteil.
Der Riegel wurde in einer Cadbury-Schokoladenfabrik in Gladstone (Ontario) entwickelt und kam 1976 erstmals auf den kanadischen Markt. In Großbritannien und den USA wurde der Riegel unter dem Namen Star Bar auf den Markt gebracht. 1989 wurde er in Peanut Boost umbenannt, was 1994 jedoch rückgängig gemacht wurde. Auf dem irischen Markt wurde der Riegel 2006 in Moro Peanut umbenannt (mit dem Zusatz formerly Star Bar). Seit 2012 wird der Riegel für den skandinavischen Markt von einer weiteren Mondelēz-Tochter, dem Schokoladenhersteller Marabou, ebenfalls unter dem Namen Starbar produziert. 
Neben Deutschland heißt der Riegel auch in Kanada bis heute Wunderbar. Der Name des Schokoriegels ist ein Wortspiel. Deutsch ausgesprochen handelt es sich um das Adjektiv wunderbar. Englisch ausgesprochen heißt es so viel wie „Wunderriegel“ (von „chocolate bar“: Schokoriegel). Der kanadische Verkaufsslogan lautet Wunderbar tastes wunderbar.